# Linden, Guyana
Linden este al doilea oraș ca mărime din Guyana după Georgetown și capitala regiunii Upper Demerara-Berbice, situată la 6°0′0″N 58°18′0″V / 6.00000°N 58.30000°V, la o altitudine de 48 de metri. A fost declarat oraș în 1970 și include comunitățile MacKenzie, Christianburg și Wismar. Se află pe râul Demerara și are o populație de aproximativ 29.298 (Biroul de statistică, recensământul populației și locuințelor - 2002, GUYANA). Este în primul rând un oraș minier de bauxită, care conține multe mine de 60-90 de metri adâncime, cu multe alte puțuri aflate acum în uz.

## Muzeul Linden
Muzeul Linden al patrimoniului socio-cultural este situat în centrul Lindenului. Muzeul prezintă artefacte și imagini despre cultura și moștenirea comunității Linden.